# Almstedt
Almstedt là một thị xã ở huyện Hildesheim trong bang Niedersachsen, Đức. Đô thị Almstedt có diện tích 9,92 km², dân số thời điểm ngày 31 tháng 12 năm 2006 là 1006 người.